# Randall Thompson
Randall Thompson, född 21 april, 1899 i New York, död 9 juli 1984 i Boston, Massachusetts, var en amerikansk kompositör och dirigent, särskilt känd för sina körverk.

## Biografi
Thompson gick i skola i Lawrenceville School, där hans far var lärare i engelska. Han studerade sedan vid Harvard University, blev biträdande professor i musik och körledning vid Wellesley College, och tog en doktorsgrad i musik från University of Rochesters Eastman School of Music. Han fortsatte sedan att undervisa på Curtis Institute of Music vid University of Virginia, och var dess direktör 1941-42, och slutligen vid Harvard University.
Thompson är särskilt känd för sina körverk. Han var hedersmedlem i Rho Tau chapter av Phi Mu Alpha Sinfonia-sällskapet vid Appalachian State University.
Thompson komponerade tre symfonier, två stråkkvartetter och många vokalverk såsom Americana, The Testament of Freedom, Frostiana och The Peaceable Kingdom, inspirerad av Edward Hicks’ målning. Hans mest populära och välkända körverk är hans hymn, Halleluja, som han gjorde på uppdrag av Serge Koussevitzky för öppnandet av Berkshire Music Center vid Tanglewood. Han skrev också operorna Solomon and Balkis och The Nativity According to St. Luke.
För att hedra Thompsons stora inflytande på manlig körmusik, blev han, den 2 maj 1964, den förste mottagaren av det prestigefyllda University of Pennsylvania Glee Club Award of Merit. Han var också mottagare av Yale Universitys Sanfordmedalj. Leonard Bernstein var en av Thompsons studenter både vid Harvard och på Curtis, enligt ett tal han höll vid banketten vid Curtis Institutes 75-årsjubileum.